# Rainer Werner Fassbinder
Rainer Werner Fassbinder (AFI: [ˈʀaɪ̯nɐ ˈvɛʁnɐ ˈfasˌbɪndɐ]; Bad Wörishofen, 31 maggio 1945 – Monaco di Baviera, 10 giugno 1982) è stato un regista, sceneggiatore, produttore cinematografico, attore, montatore, drammaturgo e scrittore tedesco, uno dei maggiori esponenti del Nuovo cinema tedesco degli anni settanta-ottanta.

## Biografia

### Gli inizi
Fassbinder nacque a Bad Wörishofen, in Baviera, il 31 maggio 1945, figlio di Helmut Fassbinder, un medico bavarese, e di Liselotte "Lilo" Pempeit, una traduttrice tedesca originaria dell'allora Città Libera di Danzica (attualmente in Polonia), in seguito attrice in molte delle pellicole del figlio. Dopo aver ricevuto nei primi anni di scuola un'educazione basata sui principi pedagogici di Rudolf Steiner, proseguì gli studi dapprima ad Augusta ed in seguito a Monaco di Baviera. Nel 1964, all'età di diciannove anni, abbandonò gli studi a seguito della sua esclusione dalla scuola superiore di cinema di Berlino.

### Il teatro

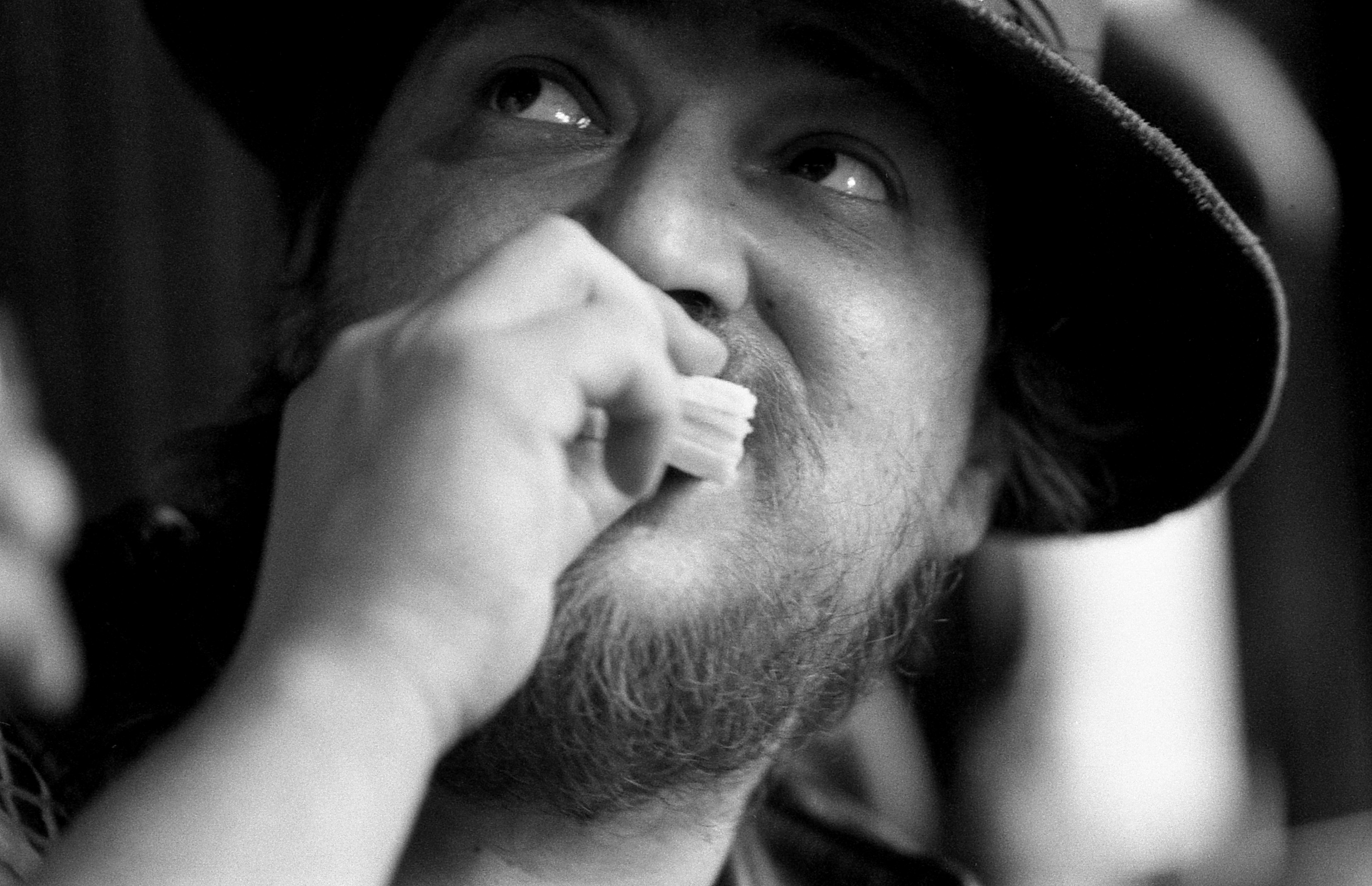
Rainer Werner Fassbinder nel 1980

Nel 1965 scrisse per il teatro Come gocce su pietre roventi (Tropfen auf heiße Steine), la sua prima drammaturgia, che sarà, però, rappresentata solo postuma. Benché centrata sulla sfera privata, l'opera possiede già un taglio sociale. La relazione sessuale in una coppia è rappresentata con gli schemi violenti dei rapporti di produzione economica, in quanto legata allo sfruttamento e al potere. Nel 1966 frequentò lezioni di arte drammatica al Friedl-Leonhard-Studio a Monaco e conobbe Hanna Schygulla, incontro che darà una svolta alla sua vita, Peer Raben e Kurt Raab.
Nel 1967 entrò a far parte del gruppo dell'Action-Theater, sede storica delle avanguardie teatrali bavaresi. Qui lavorò per tre anni come regista attore e sceneggiatore. Dopo alcune interpretazioni, regie di scena e adattamenti, scrisse un dramma, rappresentato nell'aprile 1968, Katzelmacher, la storia di un lavoratore straniero che diventa oggetto di odio razziale da parte di un gruppo di fannulloni bavaresi. Poche settimane dopo, nel maggio 1968, l'Action-Theater venne chiuso, in seguito ad una serie di dissidi interni tra Fassbinder ed i fondatori dello storico gruppo.
Dopo il fallimento dell'Action-Theater, Fassbinder fondò un nuovo gruppo, l'Antiteater, con il quale mise in scena un nuovo dramma, Il soldato americano. Intorno all'Antiteater si unì un vasto numero di giovani attori e collaboratori, quali Peer Raben, Harry Baer, Kurt Raab, Hanna Schygulla e Irm Hermann. Con l'Antiteater, Fassbinder perfezionò la sua scrittura drammaturgica, nonché le tecniche di regia. Fu un periodo molto prolifico. In diciotto mesi diresse dodici opere teatrali, quattro delle quali scritte da lui stesso. Lo stile delle sue regie teatrali ricorda fortemente quello dei suoi primi film, un misto di movimento coreografato e pose statiche, prendendo spunto non dalla tradizione del teatro classico, ma piuttosto da musical, cabaret, cinema e dal movimento di protesta studentesco. Dopo la realizzazione del primo lungometraggio nel 1969, Fassbinder puntò tutti i suoi sforzi sul cinema, ma manterrà comunque sempre un interesse vivo per il teatro fino alla sua morte.

### I primi film
Nel 1965 girò i suoi primi cortometraggi, Il vagabondo e Il piccolo caos. Già da questi due lavori emerge quel segno distintivo di molte opere del cineasta tedesco: l'atmosfera malinconica dei sobborghi di Monaco. Nel 1969, dopo essere comparso come attore in vari film, tra cui Baal di Volker Schlöndorff, girò il suo primo lungometraggio L'amore è più freddo della morte, presentato in giugno al Festival di Berlino. Ancora in quell'anno realizzò Il fabbricante di gattini, Dei della peste e Perché il signor R. è colto da follia improvvisa?.

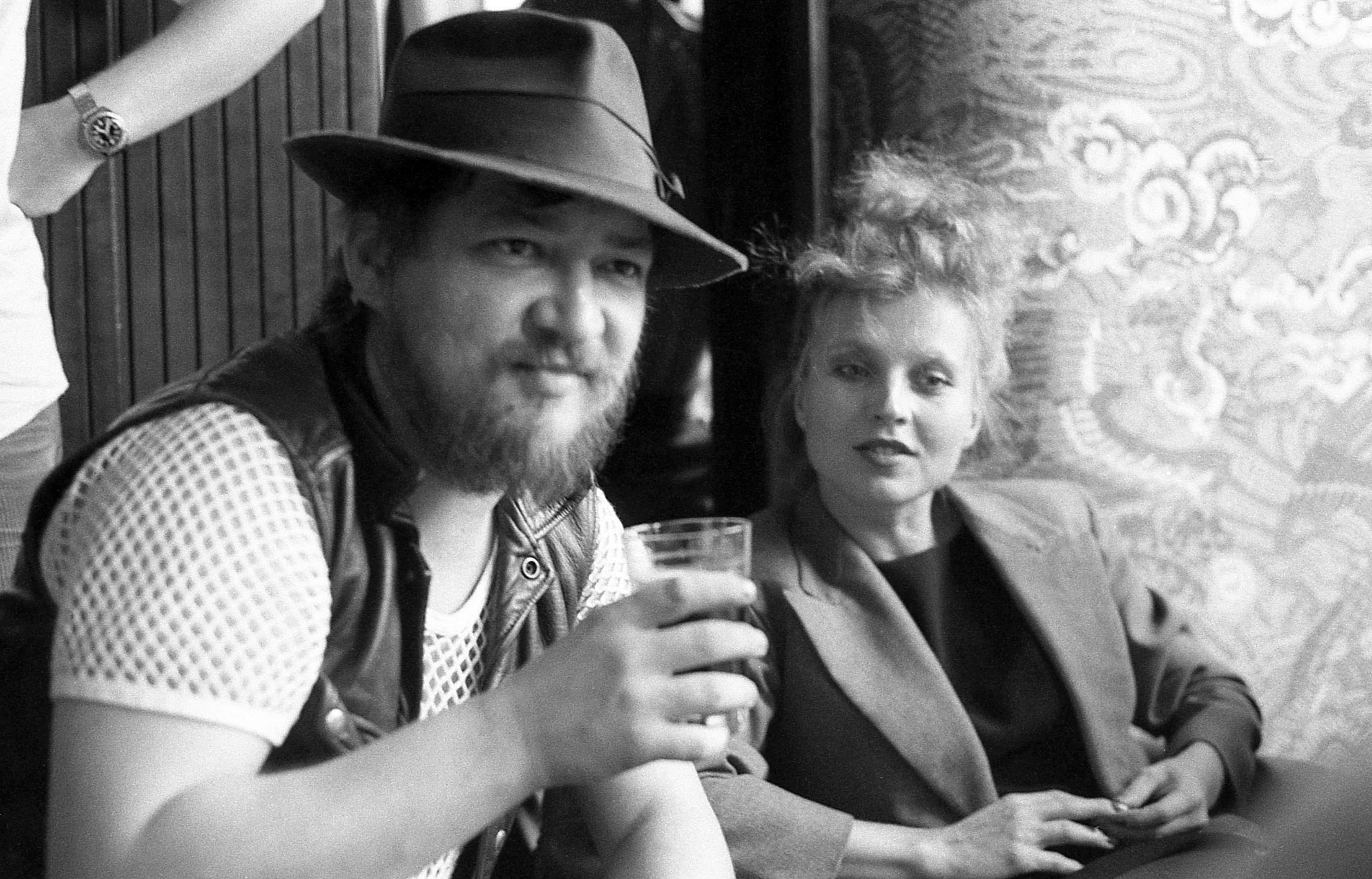
Rainer Werner Fassbinder con Hanna Schygulla alla Mostra del cinema di Venezia del 1980

Nel frattempo cominciò a ricevere riconoscimenti ufficiali: il film Il fabbricante di gattini ottenne il premio cinematografico evangelico e il premio FIPRESCI. Il 1970 fu un anno di intenso lavoro: a gennaio iniziò le riprese di Rio das mortes, a febbraio girò per la televisione Il caffè, in aprile realizzò Whity, poi in maggio Il viaggio a Niklashausen, presentato in ottobre alla televisione (ARD). Infine in agosto traspose in film il suo dramma Il soldato americano, e in novembre girò Pionieri a Ingolstadt.
In mezzo a tutto questo fervore creativo, continuò comunque a comparire come attore in film di Reinhard Hauff e Volker Schlöndorff. Nel 1971 partecipò alla fondazione della Filmverlag der Autoren, che distribuirà gran parte delle sue opere successive. Proseguì anche la sua produzione teatrale, e nel mese di giugno, a Francoforte sul Meno, venne presentato in teatro Petra von Kant. In agosto fondò una propria società di produzione, la Tango Film, inaugurandola con la realizzazione de Il mercante delle quattro stagioni. Sempre in agosto sposò l'attrice dell'Antiteater Ingrid Caven, da cui divorzierà nel 1973.
Continuò nel 1972 la sua imponente produzione: a gennaio girò Le lacrime amare di Petra von Kant (presentato a giugno al Festival di Berlino), a marzo Selvaggina di passo, tra aprile e agosto Otto ore non sono un giorno, a settembre La libertà di Brema, tra settembre e ottobre Effi Briest. Poi ancora nel 1973, tra gennaio e marzo girò Il mondo sul filo, a maggio Nora Helmer, tra luglio e settembre Martha, a settembre La paura mangia l'anima.
L'anno successivo assunse la direzione del Theater am Turm di Francoforte e girò Il diritto del più forte, a luglio Come un uccello sul filo, poi ridusse l'attività cinematografica per occuparsi principalmente di teatro. Nel 1975 girò Il viaggio in cielo di mamma Kusters, Paura della paura, Nessuna festa per la morte del cane di Satana e Voglio solo che voi mi amiate, abbandonando nel frattempo la direzione del Theater am Turm. Nel 1976 un suo lavoro teatrale, Der Müll, die Stadt und der Tod, venne pesantemente attaccato dalla critica conservatrice per le sue presunte tendenze antisemitiche, e il testo del dramma, pubblicato nelle edizioni Surkamp, venne ritirato dal commercio. Tra aprile e giugno girò Roulette cinese, e tra ottobre e dicembre Bolwieser.
Nel 1977 girò in marzo Donne a New York, tra aprile e giugno Despair (il suo primo film con cast internazionale e girato in lingua inglese). Nell'ottobre partecipò alla realizzazione del film collettivo Germania in autunno, presentato in anteprima al Festival di Berlino dell'anno successivo. Tra gennaio e marzo dell'anno successivo girò il suo film più celebrato, Il matrimonio di Maria Braun, in cui ritrovò dopo un intervallo di sei anni la sua protagonista preferita, Hanna Schygulla. Tra luglio e agosto tornò ancora dietro la macchina da presa per dirigere Un anno con tredici lune, mentre a dicembre iniziò la lavorazione di La terza generazione.

### Il successo internazionale e la morte
Nel giugno 1979 iniziò a lavorare al telefilm Berlin Alexanderplatz, che lo impegnerà per quasi un anno. Tra luglio e settembre girò Lili Marleen che presentò al Festival di Venezia. Nel 1981 girò Lola e Veronika Voss. Nel 1982 Fassbinder interpretò Kamikaze 1989 per la regia di Wolf Gremm e di seguito girò Querelle de Brest, che sarà il suo ultimo film. L'opera suscitò polemiche per la tematica omosessuale e circolò in Italia solo in versione censurata.

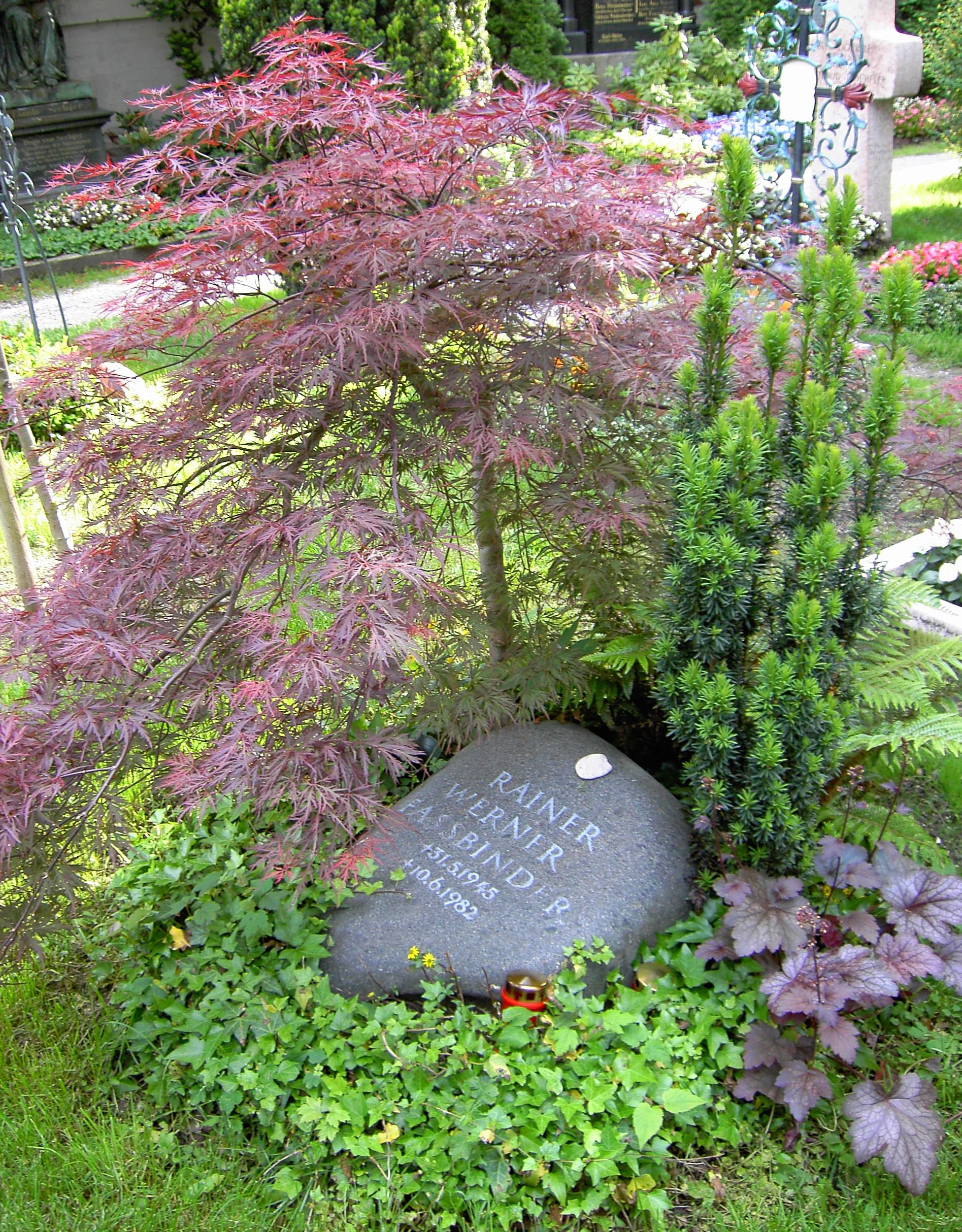
Tomba di Rainer Werner Fassbinder al cimitero di Bogenhausen

Nel maggio 1982 partecipò come "intervistato" al documentario Chambre 666, diretto da Wim Wenders, una serie di illuminanti dichiarazioni di prestigiosi registi, tra cui anche Antonioni, Herzog, Godard e Spielberg, sul tema "Dove andrà a finire il cinema?". Sarà l'ultima testimonianza artistica di Rainer Werner Fassbinder, che un mese dopo, il 10 giugno, morì per overdose da cocaina esacerbata da sonniferi nella sua casa di Monaco, a soli 37 anni. Il 14 giugno la televisione tedesca lo commemorò trasmettendo alcuni suoi film. I funerali si svolsero il 16 giugno a Monaco-Perlach e la sua tomba si trova al cimitero di Bogenhausen a Monaco.

## Filmografia

### Regista

#### Lungometraggi
- L'amore è più freddo della morte (Liebe ist kälter als der Tod) (1969)
- Il fabbricante di gattini (Katzelmacher) (1969)
- Dei della peste (Götter der Pest) (1970)
- Perché il signor R. è colto da follia improvvisa? (Warum läuft Herr R. Amok?) (1970)
- Il soldato americano (Der amerikanische Soldat) (1970)
- Whity (1971)
- Attenzione alla puttana santa (Warnung vor einer heiligen Nutte) (1971)
- Il mercante delle quattro stagioni (Händler der vier Jahreszeiten) (1972)
- Le lacrime amare di Petra von Kant (Die bitteren Tränen der Petra von Kant) (1972)
- La paura mangia l'anima (Angst essen Seele auf) (1974)
- Martha (Martha) (1974)
- Effi Briest (Fontane Effi Briest) (1974)
- Il diritto del più forte (Faustrecht der Freiheit) (1975)
- Il viaggio in cielo di mamma Kusters (Mutter Küsters' Fahrt zum Himmel) (1975)
- Nessuna festa per la morte del cane di Satana (Satansbraten) (1976)
- Roulette cinese (Chinesisches Roulette) (1976)
- Despair (1978)
- Un anno con tredici lune (In einem Jahr mit 13 Monden) (1978)
- Il matrimonio di Maria Braun (Die Ehe der Maria Braun) (1979)
- La terza generazione (Die dritte Generation) (1979)
- Lili Marleen (1981)
- Lola (1981)
- Veronika Voss (Die Sehnsucht der Veronika Voss) (1982)
- Querelle de Brest (Querelle) (1982)

#### Cortometraggi
- This Night (1966) - Perduto
- Il vagabondo (Der Stadtstreicher) (1966)
- Il piccolo caos (Das Kleine Chaos) (1966)

#### Documentari
- Germania in autunno (Deutschland im Herbst) – documentario collettivo (1978)
- Theater in Trance (1981)

#### Televisione
- Il caffè (Das Kaffeehaus) – film TV (1970)
- Il viaggio a Niklashausen (Niklashauser Fahrt) – film TV (1970)
- Rio das mortes – film TV (1971)
- Pionieri a Ingolstadt (Pioniere in Ingolstadt) – film TV (1971)
- La libertà di Brema (Bremer Freiheit) – film TV (1972)
- Selvaggina di passo (Wildwechsel) – film TV (1973)
- Otto ore non sono un giorno (Acht Stunden sind kein Tag) – miniserie TV (1972-1973)
- Il mondo sul filo (Welt am Draht) – miniserie TV (1973)
- Nora Helmer – film TV (1974)
- Martha – film TV (1974)
- Come un uccello sul filo (Wie ein Vogel auf dem Draht) – film TV (1975)
- Paura della paura (Angst vor der Angst) – film TV (1975)
- Voglio solo che voi mi amiate (Ich will doch nur, daß ihr mich liebt) – film TV (1976)
- Donne a New York (Frauen in New York) – film TV (1977)
- Bolwieser – film TV (1977)
- Berlin Alexanderplatz (1980) – miniserie TV

### Attore
- Baal, regia di Volker Schlöndorff (1970)
- La tenerezza del lupo (Die Zärtlichkeit der Wölfe), regia di Ulli Lommel (1973)
- Kamikaze 1989, regia di Wolf Gremm (1982)

### Produttore
- La tenerezza del lupo (Die Zärtlichkeit der Wölfe), regia di Ulli Lommel (1973)

## Doppiatori italiani
Nelle versioni in italiano dei suoi film Rainer Werner Fassbinder è stato doppiato da:
- Gianni Giuliano in La paura mangia l'anima, Il diritto del più forte
- Sergio Di Stefano in Berlin Alexanderplatz (sé stesso)
- Mimmo Palmara in Kamikaze 1989
- Paolo Buglioni in Attenzione alla puttana santa (doppiaggio tardivo)

Da doppiatore è sostituito da:
- Michele Kalamera in Effi Briest
- Sergio Di Stefano in Berlin Alexanderplatz (narratore)

## Libri
- I film liberano la testa, Ubulibri 1988 ISBN 88-7748-081-5
- Das Kaffeehaus. Ovvero la bottega del caffè, Gremese Editore 1989 ISBN 88-7605-433-2
- I rifiuti, la città e la morte e altri testi, Ubulibri 1992 ISBN 88-7748-116-1
- Antiteatro. Vol.2, Ubulibri 2002, ISBN 88-7748-158-7
- Gocce d'acqua su pietre roventi (1965)
- Solo un pezzo di pane (1966)
- Axel Caesar Haarman (1968)
- Katzelmacher (1968)
- Chung (1968)
- Orgie Ubuh (1968)
- Ifigenia in Tauride (1968)
- Ajax (1968)
- Sangue sul collo del gatto (1968)
- Il soldato americano (1968)
- L'opera del mendicante (1969)
- Preparadise Sorry Now (1969)
- Anarchia in Baviera (1969)
- Dedicato a Rosa von Praunheim (1969)
- La bottega del caffè (1969)
- Licantropo (1969)
- Tutto in bianco (1970)
- Il paese cocente (1970)
- Le lacrime amare di Petra von Kant (1971)
- Libertà a Brema (1971)
- Bibi (1973)
- I rifiuti, la città e la morte (1975)

### Articoli
- Muhm Myriam, Perché solo ora parlano male di Rainer Werner?, in La Repubblica, 20.10.1983
- Muhm Myriam, Con lui scompare la coscienza “sporca” della nuova Germania, in La Repubblica, 16.6.1982
- Muhm Myriam, L'angelo del male, a Brest (sul film "Querelle" di Fassbinder), in La Repubblica, 26.8.1982
- Muhm Myriam, Credo in un solo individuo perennemente incerto e protagonista della Storia (intervista con Fassbinder sul film Berlin Alexanderplatz), in La Repubblica, 13.09.1980